# Колчереза
Колчерѐза (на италиански: Colceresa) е община в Северна Италия, провинция Виченца, регион Венето. Административен център на общината е село Мазон Вичентино (Mason Vicentino), което е разположено на 104 m надморска височина. Населението на общината е 6052 души (към 2019 г.).
Общината е създадена в 1 януари 2019 г. Тя се състои от предшествуващите общини Мазон Вичентино и Молвена.